# Helmut Schön
Helmut Schön (15 -12- 1915 tại Dresden, Đức - 23 -2- 1996 tại Wiesbaden, Đức) là huấn luyện viên huyền thoại của Tây Đức và thế giới nói chung. Trong 14 năm dẫn dắt cỗ xe tăng, ông đã phát hiện một loạt những tài năng mà sau nay đã tập hợp trở thành đội hình mạnh nhất của thế kỉ XX như "hoàng đế" Franz Beckenbauer, "vua dội bom" Gerd Muller, thủ môn Sepp Maier, Berti Vogt, Paul Breitner, Günter Netzer, Wolfgang Overath... Thời kì của Helmut Schön được đánh giá là thời đại hoàng kim của nền bóng đá Đức với đỉnh cao là World Cup 1974.

## Danh hiệu
- FIFA World Cup:
  - 1974
  - Runners-up: 1966
  - Third-place: 1970
- UEFA European Championship:
  -  1972
  - Runner-up: 1976